# René Holten Poulsen
René Holten Poulsen (n. 28 noiembrie 1988, Nykøbing Falster, Storstrøm Amt, Danemarca) este un caiacist ce a reprezentat Danemarca, medaliat olimpic. A participat la 3 ediții ale Jocurilor Olimpice (2008, 2012, 2016) în care a câștigat o medalie de argint.